# コロシントウリ
コロシントウリ（コロシント瓜、英:Bitter apple,仏:Coloqyuinte officinale）とはウリ科に分類される、地中海沿岸、西アジアの乾燥した砂漠や砂地に生える一年生。スイカを小さくしたような果実をコロシント実(コロシントジツ)と呼び、古くから峻下薬とされた。

## 語源
元々はetymlohyと呼ばれていた。
和名は学名の読み、属名はギリシャ語のCitrus(ミカン属)の縮小形、種小名は「丸い瓜」から名づけられている。

## 概要
夏から秋にかけて咲く。
食用植物の少ない乾燥地帯では果肉や種子を食用に利用しているが、一般的に薬用として使われることが多い。
蔓性植物で果実は径10cmほどとなる。未熟実には果皮に濃緑色の条線模様が入っているが、やがて黄熟する。果肉は軟質の海綿状で、白色から褐色の扁平な種子を内包する。
耐寒性に、やや弱く、耐暑性に強いため砂漠でも成長する。
栽培する場合は非常に手間がかかるとされている。
香りはスイカに似ている。

## 花言葉
コロシントウリの実が苦く有毒であることから「苦痛」や「苦しみ」を意味する。

## 味
とても苦いがビタミンやミネラルが豊富に含まれていて、ヨーロッパ各地で栽培されている。
また、コロシントウリは古くから健胃効果や利尿効果があるとされ民間療法で重宝されている。ただし多量に摂取すると、体に必要な水分まで排出されてしまうため脱水症状を引き起こしたり、ひどい場合には嘔吐や下痢などの症状が現れることもある。
近年ではトリテルペンやフラボノイドによる、抗酸化作用、抗炎症作用、抗菌作用もあるとされている。なお、砂漠地帯では「悪魔の実」と呼ばれている。